# Леванда, Лев Осипович
Лев Осипович Леванда (Иехуда Лейб; июнь 1835, Минск — 6 [18] марта 1888, Санкт-Петербург) — российский писатель, публицист, просветитель; известен сначала как сторонник ассимиляции евреев в российском обществе, а впоследствии как сторонник их эмиграции в Палестину. Считается одним из самых крупных и известных еврейских писателей России XIX века.

## Биография
Происходил из небогатой еврейской семьи. Учился сначала в хедере, где уже тайно читал книги на русском языке. После закрытия хедера в 1846 году учился в недавно основанном на тот момент казённом еврейском училище в Минске, где благодаря усилиям директора училища, Давида Лурье, введшего в преподавание общие предметы, сумел получить вместе с другими учениками разностороннее образование. Окончив училище через три года, самостоятельно отправился в Вильну, где поступил в 4-й класс местного раввинского училища, организованного властями. Самостоятельно познакомившись с произведениями Пушкина, Жуковского, Батюшкова и Лермонтова, он с 16 лет сам начал писать.
В 1854 году окончил училище по педагогическому отделению и был назначен учителем еврейских предметов в Минском казенном училище до 1860 года; в 1858 году обращался к писателю Осипу Рабиновичу с предложением издавать журнал на идише, в итоге став сотрудником основанного последним журнала «Рассвет». В 1861 году был назначен на должность «учёного еврея» при Виленском генерал-губернаторе и работал на этой должности 32 года; отвечал за планирование и подготовку книг по еврейским исследованиям, проживал в Минске и начал в свободное время заниматься литературной деятельностью. Во время работы в Вильне, по некоторым данным, мечтал переехать в Санкт-Петербург и поступить в университет, однако этим планам не суждено было осуществиться. Во время Польского восстания 1863 года выступал, в отличие от ряда образованных евреев, за сохранение тесных связей с русской культурой, видя в этом единственную возможность решения еврейского вопроса; в это же время начал общаться с писательницей Элизой Ожешко. В 1865 году участвовал в работе комиссии, учреждённой для изыскания средств к улучшению быта евреев в Северо-Западном крае, с 1868 года был в числе представителей на виленской «еврейской делегации», созванной генерал-губернатором Потаповым для обсуждения этого вопроса и принимал в ней активное участие.
В «Минских губернских ведомостях» с 1850 года помещал фельетоны под псевдонимом Лиднева; печатал повести и рассказы в «Рассвете», «Сионе». Во время польского мятежа Леванда был корреспондентом «Санкт-Петербургских Ведомостей» В. Ф. Корша; его «Письма из Вильны», богатые этнографическими сведениями, читались в своё время с большим интересом и обращали на себя общее внимание; в них Леванда предлагал способы и средства для скорейшего водворения в Северо-западном крае русской народности. Тогда же Леванда был назначен редактором «Виленских Губернских Ведомостей» и внёс большой вклад в развитие этой газеты, но вскоре оставил редакторство и стал сотрудничать в газетах «День», «Русский еврей», «Восход», «Еврейское обозрение», «Неделя» и других. В 1870—1880 годах много писал для выходившей в Санкт-Петербурге под редакцией А. Е. Ландау «Еврейской библиотеки».
В начале 1880-х годов резко изменились его политические взгляды, ввиду чего он стал писать на тему воссоздания еврейского государства в Палестине. В конце 1886 года у него впервые проявились признаки душевного заболевания, вследствие чего Леванда прекратил писательскую деятельность. В начале 1887 года его состояние стало резко ухудшаться, местные врачи не могли найти лечения; в итоге в мае 1887 года он был перевезён в Санкт-Петербург, но сначала отказывался покинуть дом и был помещён в петербургскую больницу для душевнобольных только после того, как его друг Исаак Лейб Голдберг пообещал увезти его в Палестину; менее чем через год он скончался в больнице.

## Творчество
Леванда долгое время был известен, несмотря на отстаивание прав евреев, своими пророссийскими взглядами и в целом отрицательным отношением к тому состоянию быта, в котором находилось современное ему российское еврейское общество, однако после еврейских погромов стал сторонником палестинофильского движения и отразил свои взгляды по этому поводу в статье 1884 года «Сущность так называемого палестинского движения». Согласно оценке ЭСБЕ, он « громил апатию и невежество евреев и горячо стоял за ассимиляцию их с русским народом». Как писатель, согласно оценке того же издания, он «был умный, хотя и сухой рассказчик, хороший наблюдатель, превосходный знаток еврейского быта» 40-х и 50-х годов XIX века.
Наиболее известные произведения его авторства: «Очерки прошлого» (Санкт-Петербург, 1875, первоначально опубликованы в 1870 году в «Дне»); «Типы и силуэты» (напечатаны в «Восходе», 1881 год); исторические повести «Гнев и милость магната» (был переведён на идиш) и «Авраам Иозефович» (напечатаны в «Восходе» соответственно в 1885 и 1887 годах); романы «Депо бакалейных товаров. Картины еврейского быта» (был переведён на идиш), «Исповедь дельца». Его перу принадлежат также исторические заметки «Судьбы евреев в Речи Посполитой» («Восход», книги IX—XII). В романе «Горячее время» («Еврейская Библиотека» 1871—1873 годы; отдельно, с пропусками, Санкт-Петербург, 1875), посвящённом Польскому восстанию 1863 года, он, согласно оценке ЭСБЕ, «разбивает еврейско-польские иллюзии, увлекавшие одно время еврейское общество». Согласно оценке РБС, «в своих произведениях придерживался реального направления, но соединял его с добродушной иронией; его типы и сцены жизненны, правдивы; лучшие произведения его лишены всякой политической окраски». Все произведения Леванды были перечислены в «Систематическом указателе литературы о евреях на русском языке» (Санкт-Петербург, 1892). В 1885 году в память его литературного юбилея около Вильны была открыта школа его имени.